# Karl Windthorst
Karl Windthorst (* 6. Februar 1836 in Halle (Westf.); † 22. August 1900 in Münster) war ein deutscher Jurist und Politiker.

## Leben
Windthorst übte von 1887 bis 1897 das Amt des Oberbürgermeisters in Münster aus. In dieser Zeit vertrat er auch seine Stadt im Preußischen Herrenhaus. 1893 bis 1898 war er auch für den Wahlkreis Münster-Stadt Mitglied im Provinziallandtag der Provinz Westfalen.
Windthorst war mit Josefa Windthorst, geborene Coppenrath, verheiratet. Beide riefen in ihrem Testament die mit 25000,- RM Kapital ausgestattete „Karl und Josefa Windthorst Stiftung“ ins Leben.
Zur Erinnerung an Karl Windthorst, der unter anderem auch Vorsitzender der Armenkommission von Münster war, wurde die zentral gelegene Windthorststraße benannt.